# Micubiši K3M
Micubiši K3M (ve spojeneckém kódu Pine) byl japonský jednomotorový hornoplošník smíšené konstrukce s pevným podvozkem ostruhového typu z období 30. let 20. století.

## Vznik
V roce 1929 projevilo námořní letectvo zájem o letoun pro výcvik posádek, jehož vývoj svěřilo společnosti Micubiši se sídlem v Nagoji. Konstruktér Ing. Hattori zde navázal na nepřijatý projekt M-13 z roku 1928 Herberta Smithe, který v Japonsku působil od roku 1921 jako člen britské letecké mise. Po objednávce dvou prototypů námořním letectvem byl první z nich zalétán v květnu 1930. Pohon zajišťoval vidlicový osmiválec Hispano-Suiza 8G o výkonu 250 kW, který byl v Micubiši licenčně vyráběn. Další dva stroje s námořním označením K3M1 se lišily vzepětím křídla pro zlepšení stability. Problémy s vibracemi motorů včetně závad jejich chladicí soustavy vedly k nepřijetí nového typu námořním letectvem, které požadovalo instalaci hvězdicové pohonné jednotky Hitači Amakaze 11 o identickém výkonu.

## Vývoj
Zabudování požadovaného motoru Amakaze 11 do draku vznikla verze K3M2, kterou kromě mateřské továrny stavěla také firma Aiči Tokei Denki K.K. ve Funatace (247 kusů). 
V roce 1939 výrobu převzala společnost K. K. Watanabe Tekkosho, kde byl postaven 301 kus upravené varianty K3M3. Stroje poháněl hvězdicový motor Nakadžima Kotobuki 2 KAI 2  o výkonu 426 kW. U této verze bylo mírně zvětšeno křídlo a ocasní plochy, na hřbetě trupu pak přibylo střeliště s kulometem vz. 92 ráže 7,7 mm. Pod trup bylo možno zavěsit čtyři pumy po 30 kg. S pilotem létal také instruktor a tři žáci, v dopravní verzi K3M3-L se do kabiny vešlo čtyři až pět osob.
Japonské císařské armádní letectvo již v roce 1933 objednalo pro své potřeby dva prototypy, požadovalo však určité konstrukční změny námořních K3M2. Úpravy vedl konstruktér Masakiši Mizumo, který zesílil motorové lože a příď trupu pro instalaci motoru Micubiši vz. 92 o 546 kW. První prototyp byl dokončen v prosinci 1933, který letectvo převzalo pod označením Ki-7. O druhý prototyp poháněný motorem Nakadžima Kotobuki o výkonu 330 kW již armádní letectvo nejevilo zájem, byl proto předán společnosti Tokyo Koku K. K. k přestavbě na civilní k přepravě pěti cestujících s otevřeným pilotním prostorem. Po zabudování licenčního devítiválce Nakadžima Jupiter IV o 309 kW nesl označení MS-1 (imatrikulace J-BABQ). Jeho kolový podvozek mohl být zaměněn za plováky.

## Specifikace (K3M3)

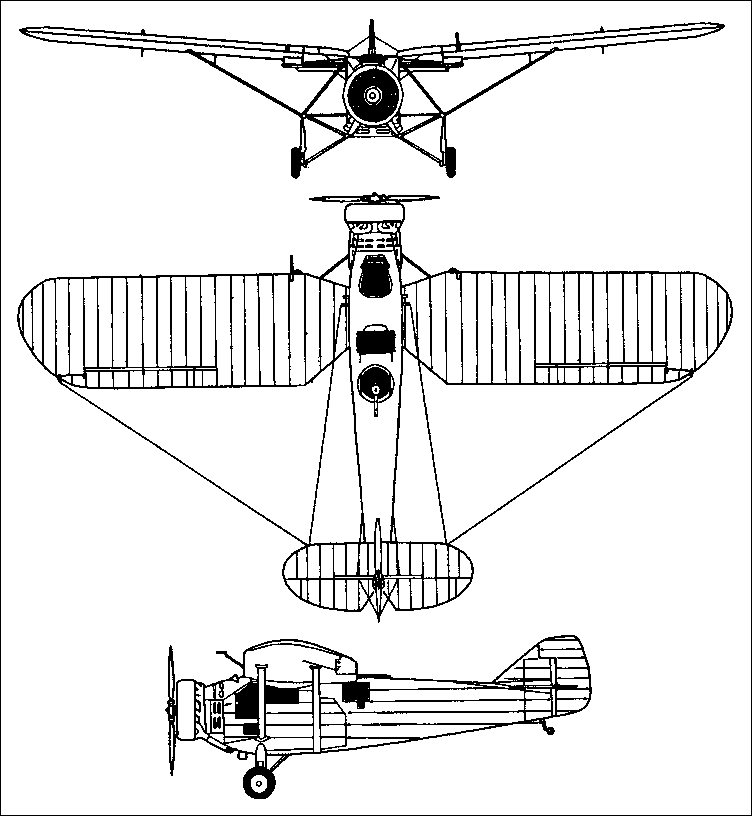
Micubiši K3M3

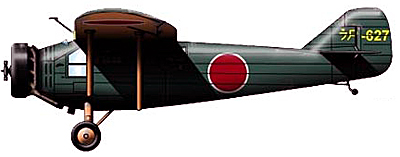
K3M3

Údaje podle

### Technické údaje
- Osádka:
- Rozpětí: 15,78 m
- Délka: 9,54 m
- Výška: 3,82 m
- Nosná plocha: 34,50 m²
- Hmotnost prázdného letounu: 1360 kg
- Vzletová hmotnost: 2200 kg
- Pohonná jednotka:

### Výkony
- Max. rychlost v 1000 m: 235 km/h
- Výstup do 5000 m: 9,5 min
- Dostup: 6390 m
- Dolet: 800 km